# Adschyad-Festung
Die Adschyad-Festung (arabisch قلعة أجياد, DMG Qalʿat Aǧyād; türkisch Ecyad Kalesi) war eine historische osmanische Zitadelle, die auf einem Hügel über der Großen Moschee von Mekka in Saudi-Arabien stand. Im späten 18. Jahrhundert errichtet, wurde sie 2002 von der saudischen Regierung für den kommerziellen Bau des Mecca Royal Clock Tower Hotel zerstört, was weltweite Kritik hervorrief.

## Geschichte
Die Adschyad-Festung wurde im Jahre 1777 (nach anderen Quellen 1780 bzw. 1781) durch die Osmanen errichtet, um die Kaaba und die islamischen Schreine in Mekka vor Banditen und Eindringlingen zu schützen. Die Festung bedeckte etwa 23.000 m² des historischen Bulbul-Hügels (ein Felssporn des Dschebel Kuda), welcher die al-Harām-Moschee von Süden aus überwacht.
Im Frühjahr 2002 wurde die Adschyad-Festung abgerissen und der größte Teil des Bulbul-Hügels eingeebnet, um das Gebiet für das 533-Millionen-Dollar-Projekt der Abraj Al Bait Towers freizumachen. Eröffnet 2012, besteht der Komplex aus mehreren Hochhausgebäuden aus Wohnungen, einem Fünf-Sterne-Hotel im Zwillingsturm, Restaurants und einem Einkaufszentrum, errichtet von der Saudi-Binladin-Gruppe.

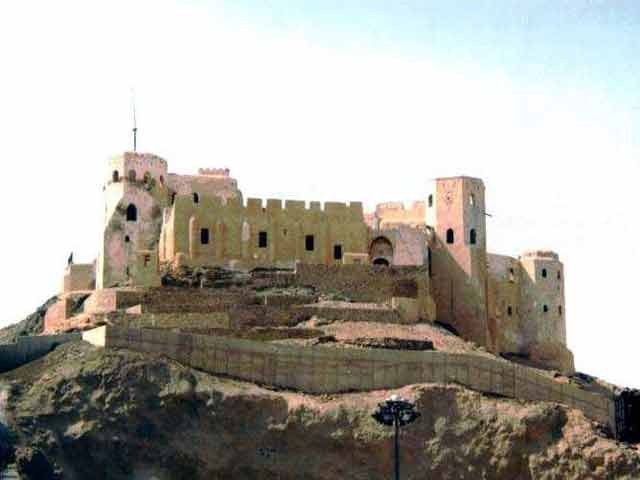
Bild der Burg kurz vor der Zerstörung

## Reaktionen auf die Zerstörung
Die Zerstörung des historischen Gebäudes führte sowohl im Inland als auch im Ausland zu Protesten. Der türkische Außenminister İsmail Cem İpekçi und andere Institutionen versuchten, den Abriss zu verhindern. Der Abgeordnete der regierenden Demokratischen Linkspartei (DSP) Ertuğrul Kumcuoğlu schlug sogar einen Boykott von Reisen nach Saudi-Arabien vor. Der türkische Minister für Kultur und Tourismus verurteilte die Zerstörung der Festung, verglich den Akt mit der Zerstörung der Buddhas von Bamian und bezichtigte die saudischen Behörden der „Fortsetzung ihrer Politik der mutwilligen Zerstörung osmanischen Erbes.“
Die französische Nachrichtenagentur Agence France-Presse (AFP) zitierte den saudischen Minister für islamische Angelegenheiten Saleh al-Scheich mit den Worten: „Niemand hat das Recht, sich in das einzumischen, das unter die Autorität des Staates fällt.“ In Bezug auf die Pläne zum Bau von Immobilien sagte al-Scheich, dass er beabsichtigte, die Pilger nach Mekka zu beherbergen, und fügte hinzu: „Dies liegt im Interesse der Moslems auf der ganzen Welt.“
Allerdings führte die Zerstörung dieser und anderer historischer Stätten zu Kritik an dem saudischen System, und es wurden Pläne erarbeitet, um die Burg wieder zu errichten, wie es eigentlich 2001 vom König angeordnet wurde:

„König Fahd gab seine Zustimmung für das König Abdul Aziz Endowment for the Holy Ḥaram und für die Vorbereitung der Projektstätte durch die Entfernung des Hügels und der Burg. Der König hat angewiesen, dass die Burg durch Wiederaufbau vollstens erhalten bleiben sollte.“

Ein Modell im Maßstab 1:25 steht zusammen mit anderen architektonischen Modellen im Miniaturpark Miniatürk in Istanbul.

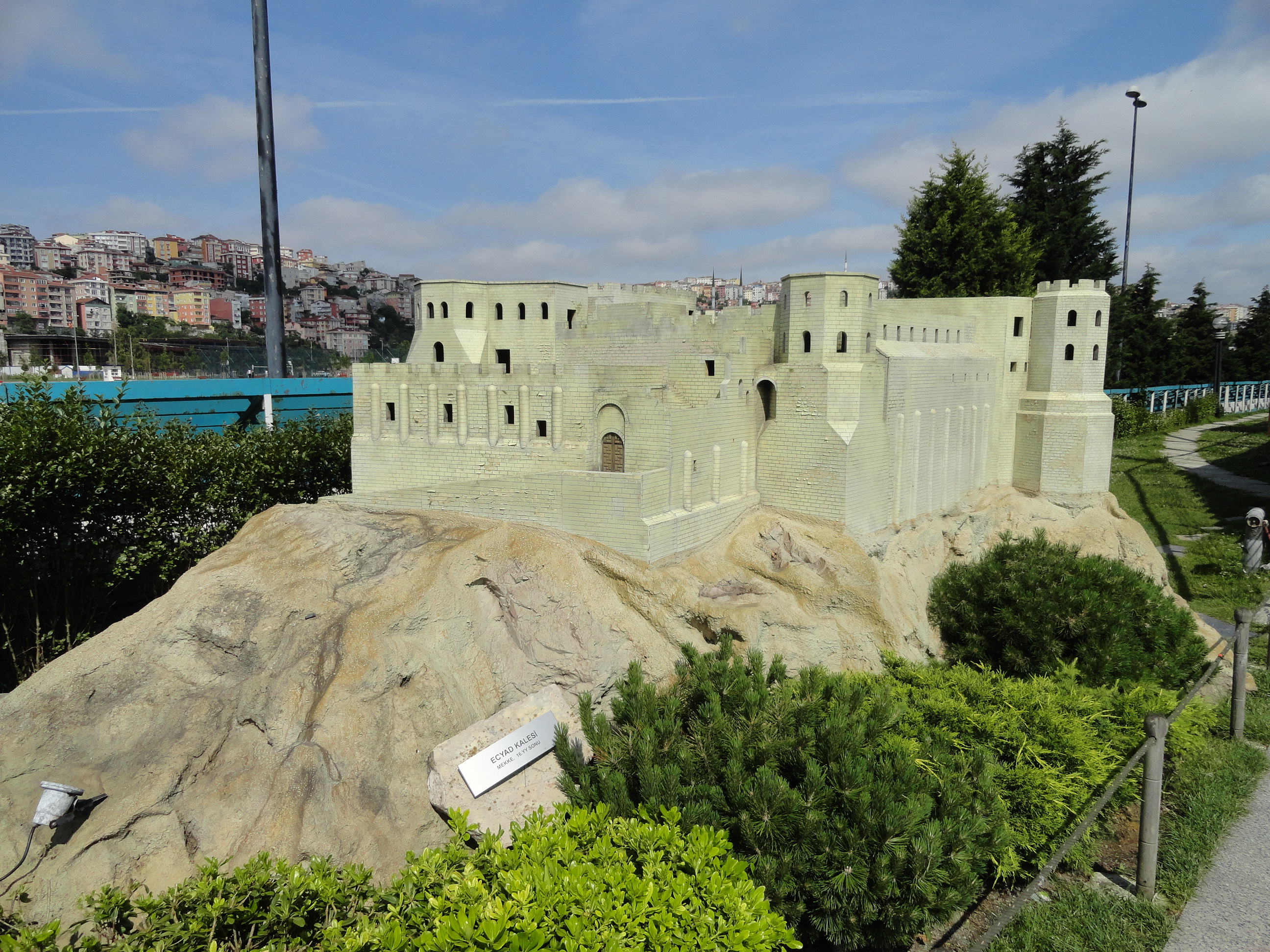
Modell der Burg in Istanbul